# Политические партии Боснии и Герцеговины
Политические партии Боснии и Герцеговины — политические партии, официально зарегистрированные в Боснии и Герцеговине, участвующие в парламентских выборах в стране. Регистрация партий предусмотрена многопартийной политической системой. Партии представляют преимущественно интересы определённых этнических групп, в каждом энтитете есть своя доминирующая политическая партия.

## Состав парламента Боснии и Герцеговины на 2022 год
| Партия | Сокращение                  | Глава               | Идеология | Места в Палате представителей (из 42) | Места в Палате народов (из 15) | Этническая группа |
| --- | --------------------------- | ------------------- | --- | ------------------------------------- | ------------------------------ | ----------------- |
| Партия демократического действия Stranka demokratske akcije                                                    | SDA / ПДД                   | Бакир Изетбегович   | Боснякский национализм, социальный консерватизм, исламская демократия (правоцентристы)                                                        | 9                                     | 2                              | Бошняки           |
| Союз независимых социал-демократов Савез независних социјалдемократа                                           | SNSD / СНСД                 | Милорад Додик       | Сербский национализм, социал-демократия (правые)                                                                                              | 6                                     | 4                              | Сербы             |
| Социал-демократическая партия Боснии и Герцеговины Socijaldemokratska partija Bosne i Hercegovine              | SDP BiH / СДП БиХ / СДП БиГ | Нермин Никшич       | Социал-демократия (левые) | 5                                     | 0                              | Смешанная         |
| Хорватское демократическое содружество Боснии и Герцеговины Hrvatska demokratska zajednica Bosne i Hercegovine | HDZ BiH / ХДС БиГ           | Драган Чович        | Хорватский национализм, национал-консерватизм, христианская демократия, федерализм (правые)                                                   | 4                                     | 3                              | Хорваты           |
| Демократический фронт Demokratska fronta                                                                       | DF / ДФ                     | Желько Комшич       | Гражданский национализм, социал-демократия, проевропеизм (левоцентристы)                                                                      | 3                                     | 1                              | Смешанная         |
| Народ и справедливость Narod i pravda                                                                          | NiP / НиС                   | Ельмедин Конакович  | Либеральный консерватизм, социал-консерватизм, атлантизм, секуляризм, проевропеизм (правоцентристы)                                           | 2                                     | 1                              | Бошняки           |
| Сербская демократическая партия Српска демократска странка                                                     | SDS / СДС / СДП             | Милан Миличевич     | Сербский национализм, национал-консерватизм, проевропеизм (правые)                                                                            | 2                                     | 1                              | Сербы             |
| Партия демократического прогресса Партија демократског прогреса                                                | PDP / ПДП                   | Бранислав Боренович | Сербский национализм, национал-консерватизм (правоцентристы)                                                                                  | 2                                     | 0                              | Сербы             |
| Наша партия Naša stranka                                                                                       | NS / НС / НП                | Эдин Форто          | Антинационализм, социал-либерализм, секуляризм, проевропеизм (правоцентристы)                                                                 | 2                                     | 0                              | Смешанная         |
| Народный европейский союз Боснии и Герцеговины Narodni evropski savez Bosne i Hercegovine                      | NES BiH / НЕС БиХ / НЕП БиГ | Нермин Огрешевич    | Боснякский национализм, консерватизм, проевропеизм (правоцентристы)                                                                           | 2                                     | 0                              | Бошняки           |
| Демократический союз Демократски савез                                                                         | DEMOS / ДЕМОС               | Неделько Чубрилович | Консерватизм, экономический либерализм, суверенитет (правоцентристы)                                                                          | 1                                     | 0                              | Сербы             |
| За справедливость и порядок За правду и ред                                                                    | ZPR / ЗПР / ЗПП             | Небойша Вуканович   | Антинационализм, национал-консерватизм, антикоррупция, проевропеизм (зонтичная партия)                                                        | 1                                     | 0                              | Сербы             |
| Объединнёная Сербская Уједињена Српска                                                                         | US / УС / ОС                | Ненад Стевандич     | Сербский национализм, национал-консерватизм, ультранационализм (правоцентристы)                                                               | 1                                     | 0                              | Сербы             |
| Боснийско-герцеговинская инициатива Bosanskohercegovača inicijativa                                            | BHI / БГИ                   | Фуад Касумович      | Проевропеизм, атлантизм (правоцентристы) | 1                                     | 0                              | Бошняки           |
| За новые поколения Za Nove Generacije                                                                          | ZNG / ЗНП                   | Дамир Марьянович    | Социал-либерализм, зелёный либерализм, секуляризм, проевропеизм (правоцентристы)                                                              | 0                                     | 1                              | Хорваты           |
| Партия за Боснию и Герцеговину Stranka za Bosnu i Hercegovinu                                                  | SBiH / ПБиГ                 | Семир Эфендич       | Либеральный консерватизм, боснякский национализм, евроатлантизм, проевропеизм, унионизм, децентрализация, третий путь, либерализм (центристы) | 0                                     | 1                              | Бошняки           |
| Хорватское демократическое содружество 1990 Hrvatska demokratska zajednica 1990                                | HDZ 1990 / ХДС 1990         | Илия Цвитанович     | Хорватский национализм, национал-консерватизм, христианская демократия (правоцентристы)                                                       | 0                                     | 1                              | Хорваты           |